# Celebrity Touch
Celebrity Touch (sł. Duda, muz. Duda, Grudziński, Kozieradzki, Łapaj) – singel zapowiadający piąty studyjny album zespołu Riverside, „Shrine of New Generation Slaves”. Jest trzecim z kolei utworem na tej płycie. Okładkę singla, tak jak płyty, stworzył Amerykanin Travis Smith.

## Lista utworów[3]
| 1. | „Celebrity Touch”        | 6:46  |
|    |                          |       |
| 2. | „Celebrity Touch” (Edit) | 4:38  |
|    |                          |       |
|    |                          | 11:24 |
|    |                          |       |
| Lista (2012)                       | Najwyższa pozycja |
| ---------------------------------- | ----------------- |
| Lista przebojów Programu Trzeciego | 24                |
| Lista Przebojów UWUEMKA            | 18                |

## Teledysk
Premiera wideoklipu w serwisie YouTube odbyła się 14 stycznia 2013 r. Za scenariusz i reżyserię obrazu odpowiada Mateusz Winkiel. Twórcą zdjęć jest Piotr Maczkowski. Teledysk wyprodukowano w Mania Studio.